# Grimilde
La regina Grimilde (talvolta chiamata semplicemente la Regina Cattiva) è l'antagonista principale del film Disney del 1937 Biancaneve e i sette nani. La regina Grimilde è la perfida e malvagia matrigna di Biancaneve, ed è una strega esperta di magia nera. Nella storia, così come nella fiaba originale, è una donna molto superba e vanitosa, ossessionata dalla propria bellezza ed invidiosa della bellezza della sua figliastra Biancaneve, al punto da desiderarne la morte, pur di restare la donna più bella del regno.
Possiede uno specchio magico abitato da uno spirito onnisciente, al quale rivolge sempre l'ormai famosa frase: "Specchio, servo delle mie brame, chi è la più bella del reame?". Il nome della regina non viene mai rivelato nel corso del film: Grimilde è infatti il nome che le viene dato nell'adattamento a fumetti del 1937 disegnato da Hank Porter, e deriva da Crimilde, personaggio del film del 1924 I nibelunghi.
Oltre che nel film, la regina Grimilde è apparsa (sia in forma di vecchia strega che di matrigna e regina malvagia) in diversi media disneyani, come i fumetti ambientati dopo il film e la serie di videogiochi Kingdom Hearts, e la sua immagine è connessa ai prodotti legati al franchise dei Cattivi Disney.

## Biografia del personaggio
La regina Grimilde, vedova del padre di Biancaneve, e matrigna di quest'ultima, diviene padrona del regno del marito dopo la morte di quest'ultimo, covando un profondo odio per la figliastra, destituita dal ruolo di principessa e relegata alle faccende domestiche. Compare per la prima volta nel film, mentre si appresta ad evocare il potente mago dello specchio magico, uno spirito sapiente che vive nel suo specchio da muro, al quale chiede come di consueto chi sia la donna più bella del regno. Sentendosi rispondere che la più bella non è più lei, bensì la sua figliastra Biancaneve, la donna, rosa dall'invidia, incarica il cacciatore di corte Humbert di condurre la ragazza nel bosco, ucciderla e portare il suo cuore come prova della sua morte.
L'uomo, tuttavia, non ha il coraggio di assassinare la fanciulla: dopo averle ordinato di fuggire, uccide un animale (un capretto nella versione italiana del 1938, un cinghiale in quella del 1972) e porta il suo cuore alla regina Grimilde come prova della morte di Biancaneve. Ma la donna non tarda a scoprire l'inganno di Humbert e a sapere che la sua figliastra è ancora viva, e decide di occuparsi lei stessa di Biancaneve, promettendo inoltre di punire il cacciatore per la sua disubbidienza.
Dopo aver ingerito una pozione che la trasforma temporaneamente in un'orribile vecchia strega, la regina Grimilde immerge una mela rossa in un intruglio in grado di far cadere chiunque la mangi in uno stato comatoso simile alla morte e si reca alla casa dei sette nani, dove Biancaneve vive. Dopo aver convinto la fanciulla a mordere la mela e averla fatta svenire, la donna trionfante decide di far ritorno al castello, ma viene intercettata dai nani, che la inseguono. Giunta sull'orlo del precipizio di una montagna, la strega Grimilde tenta di uccidere i sette facendo rotolare un enorme masso, ma il pezzo di roccia sulla quale si trova viene colpito da un fulmine e muore precipitando nel burrone, per poi venire probabilmente divorata da due avvoltoi che già l'avevano adocchiata mentre si dirigeva verso la casa dei nani. È interessante notare, che l'urlo che emette prima di morire, è stato riutilizzato in altri due cartoni Disney: La notte di Halloween (per la Strega Nocciola) e ne La bella addormentata nel bosco (per Malefica). Mentre i nani guardano con gli occhi sgranati oltre il bordo della scogliera, non riescono a vederla, ma gli avvoltoi scendono nell'abisso verso il pasto che stavano aspettando. Il regno oscuro della regina Grimilde è finito e il suo castello viene poi preso dalla resuscitata Biancaneve e dal principe Florian che hanno rotto l'incantesimo. (Una novelizzazione pre-pubblicazione di Good Housekeeping del 1936 di Dorothy Ann Blank, un membro del team della storia del film, afferma che la regina in effetti muore: "Molto più in basso, in un abisso oscuro come la sua stessa anima malvagia, giace il corpo dell'odiosa regina. Nessuna magia l'avrebbe mai riportata in vita.").

## Caratteristiche
La regina Grimilde è una bella ma fredda donna con un volto severo e un corpo snello. Ha la carnagione candida con gote rosate, occhi verdi, labbra rosse e sopracciglia sottili e arcuate. Indossa un abito di color viola con lunghe maniche bordate di pelliccia bianca, una cintura di corda rossa, un ampio mantello nero bordato di pelliccia bianca e foderato di rosso all'interno, una cuffia nera che le ricopre capelli, orecchie, collo, un ciondolo d'oro con una gemma rossa al centro, un alto colletto bianco dietro il capo, delle scarpe col tacco alto color giallo-arancio ed una corona con cinque punte, su cui nella quinta, quella centrale e più alta, poggia una piccola perla bianca.
Come vecchia mendicante, ha i capelli bianchi lunghi, gli occhi verdi più grandi con occhiaie evidenti, il naso lungo e appuntito con una verruca sopra, la pelle tutta rugosa e un fisico più curvo e sgraziato. Indossa uno straccio lercio nero come vestito e al posto delle scarpe col tacco ha delle babbucce. La sua voce, inoltre, cambia e diventa più roca (o stridula, a seconda dei doppiaggi internazionali).
Nel film, simile alla storia dei fratelli Grimm su cui si basa, la regina è la gelosa e malvagia matrigna di Biancaneve. Esternamente è una donna calma, regale e sofisticata ma, dietro questa facciata composta e signorile, si dimostra essere una narcisista estremamente sadica, fredda, crudele ed estremamente vanitosa che desidera ossessivamente rimanere "la più bella del reame"; quando è nelle sembianze della vecchia mendicante, ha un comportamento ancora più cattivo e maniacale.
Nonostante la sua intolleranza e la sua follia, è estremamente intelligente e calcolatrice, volendo assicurarsi di non trascurare nulla per rendere i suoi piani un successo assoluto. A detta del nano Brontolo, "è maestra di magia nera" e di alchimia; questa sua affermazione si rivelò esatta, poiché Grimilde possiede un laboratorio segreto nei sotterranei del palazzo reale dove può studiare e preparare le sue pozioni e le sue magie. Qui ha un corvo come animale domestico, il quale sembra temerla molto (specialmente quando diventa vecchia, in quanto pare divertirsi a tormentarlo).

## Concezione e sviluppo

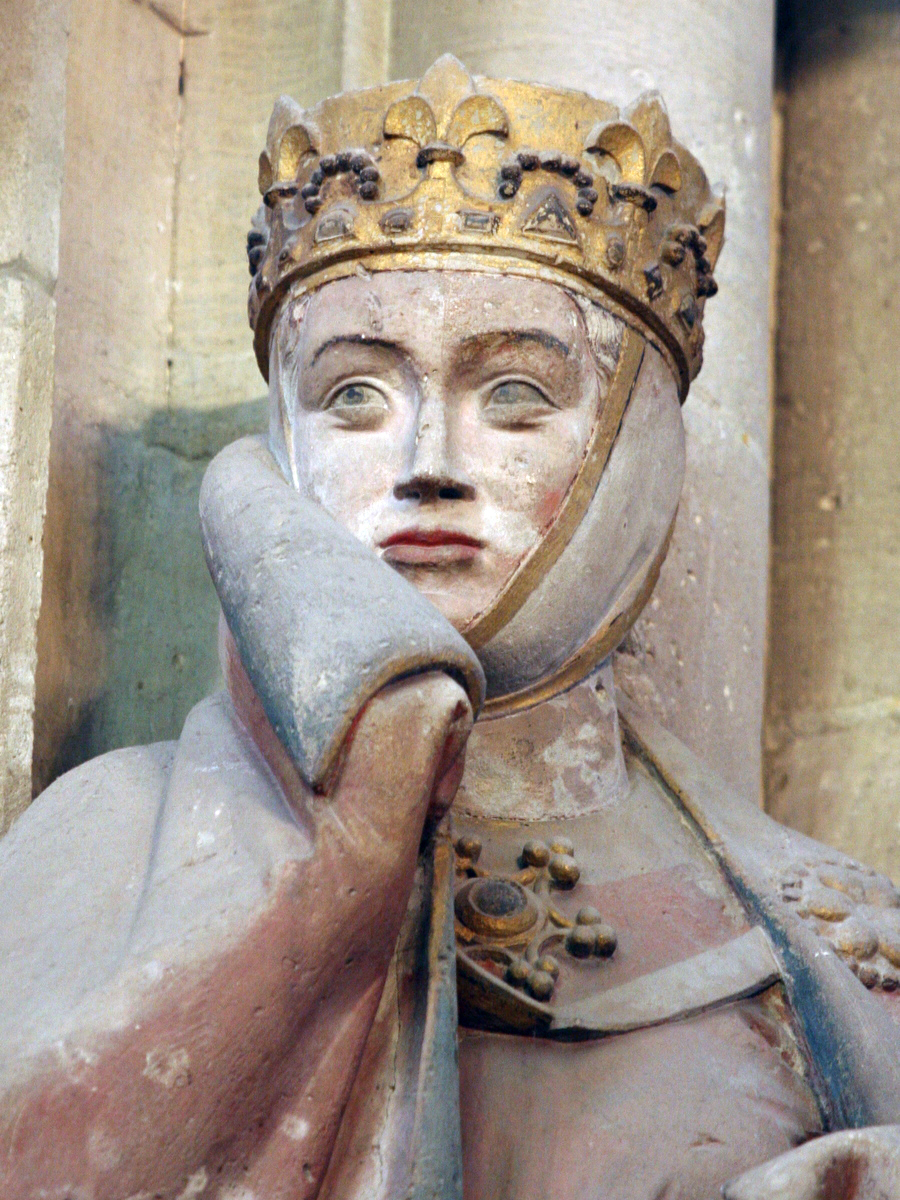
La statua di Uta di Ballenstedt nel duomo di Naumburg, che ispirò le fattezze fisiche della regina

Inizialmente il personaggio era stato pensato come una "grassa, brutta, cartoonesca e compiaciuta di sé", ma Walt Disney rifiutò l'idea perché avrebbe reso il personaggio poco credibile, e quindi sviluppò la regina come un mix di Lady Macbeth e il lupo cattivo e che fosse "una donna maestosa dal collo alto".
I tratti del viso di Grimilde sono ispirati a quelli delle dive di Hollywood Joan Crawford e Helen Gahagan nel film La donna eterna, dove quest'ultima interpreta il personaggio della regina Ayesha (definito da Disney come una "dea glaciale"). Il suo aspetto fisico si rifà alla statua che ritrae la margravia Uta di Ballenstedt, all'interno del duomo di Naumburg in Sassonia. Considerata modello di nobiltà germanica, Walt Disney e il fratello diedero le sue fattezze alla matrigna di Biancaneve.
Altra fonte di ispirazione per Grimilde è data dal dottor Jekyll: trasformandosi in un'orrenda vecchia megera bevendo una pozione, lei libera la sua personalità più folle, sadica e maniacale, perdendo i suoi modi più signorili e sofisticati proprio come il protagonista eponimo del romanzo quando diviene mister Hyde. Da notare come la scena della trasformazione sia ispirata dalla trasposizione cinematografica del 1931.

## Altri media

### Animazione
Per quanto riguarda il piccolo schermo, la regina Grimilde è comparsa sporadicamente nella serie House of Mouse - Il Topoclub, in cui appare spesso seduta ad un tavolo assieme a Lady Tremaine, la matrigna di Cenerentola, ed anche a Malefica ed in un episodio (in forma di vecchia strega) aiuta Gambadilegno a prendere possesso del Topoclub con le sue mele avvelenate. Appare anche nello speciale della serie, Topolino & i cattivi Disney, in cui però non ha dialoghi. La regina Grimilde compare anche all'inizio dell'episodio di Topolino Topolino e il cervello in fuga (Runway Brain) come antagonista del videogame con cui sta giocando il topo. 
Nella serie animata Sofia la principessa ( 2012-2018), la corona di Grimilde funge da catalizzatore del episodio 20 della quarta stagione: La Fiducia Riconquistata. Dopo la sua morte, la sua corona si è unita alla collezione degli oggetti de I Malvagi 9 ( I cattivi che appaiono nel franchise Disney Princess). Beccalegno, ormai alleato di Prisma, tenta di rubarla e portarla a lei, ma viene fermato da Cedric . 

### Fumetti
Il personaggio è apparso spesso nei fumetti. Negli Stati Uniti è apparsa sotto forma di strega cattiva, facendola scontrare con i personaggi classici dei fumetti Disney come Topolino e Paperino. In Italia dagli anni cinquanta agli novanta, Grimilde è apparsa in varie storie a fumetti pubblicati su Topolino, in cui viene mostrato che è sopravvissuta alla caduta nel burrone grazie ad un ramo sporgente di una pianta, e salvata dalle sue guardie. In Italia si è preferito usarla nell'aspetto di regina prima della trasformazione, facendole interpretare dei prosieguo del film originale con Biancaneve e i sette nani (sebbene inizialmente nella storia "I 7 nani e il cristallo di re Arbor" la regina non possa più tornare normale a causa del cacciatore che ha bruciato il suo libro di magia). In queste storie spesso Grimilde muore o si distrugge, sebbene la regina riesca poi ad apparire nelle storie successive. La sua ultima apparizione in un fumetto pubblicato in Italia si è avuta nella storia Brontolo e Briciola ambientata durante il periodo natalizio. In una storia a fumetti americana del 1944 è apparso suo fratello, noto in originale come Wicked Prince.

#### Manga
Gōshō Aoyama ha preso spunto da la regina Grimilde per creare il personaggio di Akako Koizumi nella serie manga e anime Kaito Kid.

### Live Action
Nel 2015 l'attrice statunitense Kathy Najimy (doppiata in italiano da Antonella Rinaldi) ha interpretato la regina Grimilde nel film Descendants. In questa versione del personaggio appare molto più comica ed umoristica rispetto a quella originale (un esempio è la scena in cui raccomanda alla figlia Evie di accaparrarsi un bel principe che abbia un castello con posto per la suocera).
Nel remake in live-action dell'omonimo classico Disney del 2025, la Regina Cattiva è interpretata dall'attrice israeliana Gal Gadot, doppiata in italiano da Chiara Gioncardi nei dialoghi e da Serena Rossi nel canto. Ha lo stesso ruolo del film originale, ed è presentata più minacciosa e crudele, tanto da rinchiudere il ladro Jonathan e Il Cacciatore quando quest' ultimo le disobbedisce ( la mela con cui avvelena Biancaneve è la stessa che Il Cacciatore aveva messo nel baule). Biancaneve, dopo essersi svegliata dal sonno eterno, con I Sette Nani e la banda di Jonathan va a riscattare il regno e salvarlo. Grimilde, infuriata, affronta Biancaneve nella stanza dello specchio magico, che le dice che la vera bellezza non viene esteriormente come si è fatti, ma dal cuore. Grimilde, viene trasformata in cenere è intrappolata per sempre nel mondo dello specchio magico. La canzone che canta nel film si intitola "La più bella" ( All Is Fair). 

### The Insuperable Dodi Universe
Grimilde è l'antagonista principale dello speciale di San Valentino del TIDU Njukat's Valentin Day. Qui è già trasformata nella Strega Cattiva e tiene rinchiuso nella sua torre l'Anello dell'Amore, un anello in grado di unire in amore chiunque, ma solo i più degni posso avere l'onore di poterlo avere veramente. Njukat lo ruba con l'aiuto di Arkadius Doom per regalarlo alla sua coetanea Mineko Asuma di cui è innamorato. Grimilde, furiosa, tenta di riprendersi l'Anello uccidendo i due ragazzi, ma viene fermata da Biancaneve con la sua padella e i sette nani. In seguito viene corteggiata dal Grillo Parlante, finendo però solo per farla disperare di frustrazione, mentre i corvi guardano divertiti la scena.

### Libri
Nel libro A Twisted Tale-Magic Mirror, la Regina Grimilde (qui spesso chiamata Ingrid) è presentata con un approfondimento del suo passato, che rivela le ragioni della sua malvagità e gelosia, pur mantenendo il suo ruolo di antagonista principale. La storia esplora come il suo carattere si sia sviluppato e come le sue azioni, sebbene spietate, siano in qualche modo radicate nelle sue esperienze passate. In questa versione, la "torsione" della fiaba vede Biancaneve non avvelenata dalla mela, ma il Principe Henri che ne subisce gli effetti, il che spinge Biancaneve a prendere l'iniziativa per salvare il suo amato e il regno dalla tirannia di Grimilde, che continua a rappresentare la forza oppressiva da sconfiggere.

### Videogiochi
- La prima apparizione videoludica di Grimilde si ha nel gioco La rivincita dei Cattivi in cui sottrae la pagina del finale di Biancaneve, togliendole il lieto fine. Il giocatore e il Grillo Parlante si dirigono a fermarla. La regina ha intrappolato il principe e, mentre si assenta a preparare una pozione per sbarazzarsi dei nani, il giocatore e il Grillo preparano il contro incantesimo per liberare il Principe, prima che la strega faccia ritorno. Grimilde è inoltre l'unica che crea un ostacolo prima che venga raggiunta dai protagonisti: attraversando una foresta di rovi da lei create, il Grillo rimane impigliato e il giocatore va a salvarlo.
- Un personaggio molto simile a la Regina Grimilde - chiamata Mizrabel la Strega delle Tenebre - appare come principale antagonista nel videogioco Castle of Illusion Starring Mickey Mouse: nel gioco viene liberata da Topolino con il potere del Diamante del Bene, il quale rompe l'effetto dell'incantesimo malefico che la rende malvagia e la trasforma in una Maga della Magia Bianca con sembianze di una gentile vecchietta e libera Minnie dalla prigione a forma di gemma cristallina che possiede ancora la sua giovinezza.

#### Kingdom Hearts
Compare nel prequel Kingdom Hearts Birth by Sleep (contrariamente a Biancaneve che appare anche in altri titoli) ed insieme a Madame Tremaine e Monstro, è una dei pochi antagonisti principali che non si affrontano in nessuna saga di "Kingdom Hearts" come boss.
In questo videogioco la storia di Grimilde segue a grandi quella del film, con la differenza che si trova ad affrontare anche i tre protagonisti del videogioco (Terra, Ventus e Aqua).
Ricompare poi anche in Kingdom Hearts χ, dove ha lo stesso ruolo che ha nel film in una manifestazione futura del Bosco dei Nani che i detentori della Keyblade devono affrontare.